# Agabus uliginosus
Agabus uliginosus es una especie de escarabajo del género Agabus, familia Dytiscidae. Fue descrita científicamente por Linnaeus en 1761.

## Distribución geográfica
Es una especie de escarabajo nativo del Paleártico, incluida Europa, donde solo se encuentra en Austria, Bielorrusia, Bélgica, Gran Bretaña, incluidas las islas Shetland, Orcadas, Hébridas e isla de Man, Croacia, República Checa, Dinamarca continental, Estonia, Finlandia, Francia continental, Alemania, Hungría, Islandia, Italia continental, Kaliningrado, Letonia, Lituania, Luxemburgo, Noruega continental, Polonia, Rumanía, Rusia, Eslovaquia, Eslovenia, Suecia, Suiza, Países Bajos, Ucrania y Yugoslavia.